# 田村友
田村 友（たむら ゆう、1992年11月22日 - ）は、福岡県北九州市出身の元サッカー選手。ポジションはディフェンダー（CB）、ミッドフィールダー（DH）。

## 来歴

### プロ入り前
小学生の頃にサッカーを始め、2008年に九州国際大学付属高校へ進学。3年時の冬には、第89回全国高等学校サッカー選手権福岡県大会決勝・東福岡高校戦では0-0からの延長戦で先制ヘディングゴールを決め、その後PKを与えて同点に追いつかれるも、キッカーが計44人におよぶPK戦を制し、全国大会に出場した。
高校卒業後は福岡大学へ進学し、2011年度から3年連続でデンソーカップチャレンジサッカー九州選抜に選出。4年時の2014年4月23日、幼い頃からファンだったアビスパ福岡に特別指定選手として登録された。

### プロ入り後
2015年よりアビスパ福岡に正式加入。大学時代はボランチを務めていたが、井原正巳監督によって負傷者が続出していたセンターバックにコンバートされ、7月22日のJ2第25節京都サンガF.C.戦でプロ初出場を果たした。デビュー以降はリーグ戦、J1昇格プレーオフの全20試合に先発出場して15勝4分1敗という快進撃を牽引し、クラブ5年ぶりのJ1復帰に貢献した。翌2016年は前年の福岡の昇格に伴い、J1リーグでのプレーとなった。15試合に先発出場したが、チームは17位となり1年でのJ2降格となった。
2017年、浦和レッズに期限付き移籍。リーグ戦での出場機会は無く、ACLを含め公式戦5試合の出場に留まった。
2018年、福岡に復帰。自身3年ぶりのJ2でのプレーとなったが、第23節終了時点でリーグ戦出場は1試合のみであった。同年7月、モンテディオ山形に完全移籍。契約により、同シーズン中の福岡と対戦する公式戦は出場できない。
2019年8月、ザスパクサツ群馬に期限付き移籍。
2020年、SC相模原へ期限付き移籍。同年引退。

## 所属クラブ
- 八幡中央JSC
- ドゥマンソレイユ福岡
- 2008年 - 2010年 九州国際大学付属高等学校
- 2011年 - 2014年 福岡大学
  - 2014年 アビスパ福岡（特別指定選手）
- 2015年 - 2018年7月  アビスパ福岡
  - 2017年  浦和レッドダイヤモンズ（期限付き移籍）
- 2018年7月 - 2020年  モンテディオ山形
  - 2019年8月 - 同年12月  ザスパクサツ群馬（期限付き移籍）
  - 2020年  SC相模原（期限付き移籍）

## 個人成績
| 国内大会個人成績 | 国内大会個人成績 | 国内大会個人成績 | 国内大会個人成績 | 国内大会個人成績 | 国内大会個人成績 | 国内大会個人成績 | 国内大会個人成績 | 国内大会個人成績 | 国内大会個人成績 | 国内大会個人成績 | 国内大会個人成績 |
| 年度             | クラブ           | 背番号           | リーグ           | リーグ戦         | リーグ戦         | リーグ杯         | リーグ杯         | オープン杯       | オープン杯       | 期間通算         | 期間通算         |
| 年度             | クラブ           | 背番号           | リーグ           | 出場             | 得点             | 出場             | 得点             | 出場             | 得点             | 出場             | 得点             |
| 日本             | 日本             | 日本             | 日本             | リーグ戦         | リーグ戦         | リーグ杯         | リーグ杯         | 天皇杯           | 天皇杯           | 期間通算         | 期間通算         |
| ---------------- | ---------------- | ---------------- | ---------------- | ---------------- | ---------------- | ---------------- | ---------------- | ---------------- | ---------------- | ---------------- | ---------------- |
| 2011             | 福岡大           | 19               | -                | -                | -                | -                | -                | 3                | 0                | 3                | 0                |
| 2012             | 福岡大           | 19               | -                | -                | -                | -                | -                | 2                | 0                | 2                | 0                |
| 2013             | 福岡大           | 14               | -                | -                | -                | -                | -                | 2                | 0                | 2                | 0                |
| 2014             | 福岡大           | 14               | -                | -                | -                | -                | -                | 2                | 0                | 2                | 0                |
| 2015             | 福岡             | 26               | J2               | 18               | 0                | -                | -                | 2                | 0                | 20               | 0                |
| 2016             | 福岡             | 26               | J1               | 16               | 0                | 6                | 1                | 1                | 1                | 23               | 2                |
| 2017             | 浦和             | 17               | J1               | 0                | 0                | 2                | 0                | 2                | 0                | 4                | 0                |
| 2018             | 福岡             | 4                | J2               | 1                | 0                | -                | -                | 2                | 0                | 3                | 0                |
| 2018             | 山形             | 38               | J2               | 3                | 0                | -                | -                | 2                | 0                | 5                | 0                |
| 2019             | 山形             | 2                | J2               | 0                | 0                | -                | -                | 1                | 0                | 1                | 0                |
| 2019             | 群馬             | 39               | J3               | 12               | 0                | -                | -                | -                | -                | 12               | 0                |
| 2020             | 相模原           | 14               | J3               | 7                | 0                | -                | -                | -                | -                | 7                | 0                |
| 通算             | 日本             | 日本             | J1               | 16               | 0                | 8                | 1                | 3                | 1                | 27               | 2                |
| 通算             | 日本             | 日本             | J2               | 22               | 0                | -                | -                | 7                | 0                | 29               | 0                |
| 通算             | 日本             | 日本             | J3               | 19               | 0                | -                | -                | -                | -                | 19               | 0                |
| 通算             | 日本             | 日本             | 他               | -                | -                | -                | -                | 9                | 0                | 9                | 0                |
| 総通算           | 総通算           | 総通算           | 総通算           | 57               | 0                | 8                | 1                | 19               | 1                | 84               | 2                |

- 2014年は特別指定選手としての出場は無し。

その他の公式戦
- 2015年
  - J1昇格プレーオフ 2試合0得点

| 国際大会個人成績 | 国際大会個人成績 | 国際大会個人成績 | 国際大会個人成績 | 国際大会個人成績 |
| 年度             | クラブ           | 背番号           | 出場             | 得点             |
| AFC              | AFC              | AFC              | ACL              | ACL              |
| ---------------- | ---------------- | ---------------- | ---------------- | ---------------- |
| 2017             | 浦和             | 17               | 1                | 0                |
| 通算             | AFC              | AFC              | 1                | 0                |

### 出場歴
- Jリーグ・公式戦初出場 - 2015年7月22日 J2第25節 京都サンガF.C.戦（京都市西京極総合運動公園陸上競技場兼球技場）
- 公式戦初得点 - 2016年3月27日 ナビスコ杯グループステージ第2節 川崎フロンターレ戦（等々力陸上競技場）

## タイトル

### クラブ
九州国際大学付属高校
- 全国高等学校サッカー選手権大会 福岡県大会：1回（2010年）

福岡大学
- 九州大学サッカーリーグ：1回（2012年）
- 九州大学サッカートーナメント大会：3回（2011年、2012年、2014年）
- 福岡県サッカー選手権大会：4回（2011年、2012年、2013年、2014年）

浦和レッズ
- AFCチャンピオンズリーグ：1回（2017年）
- スルガ銀行チャンピオンシップ：1回（2017年）

## 代表・選抜歴

### 出場大会
- 日本高校サッカー選抜
  - 2010年 -  第15回NIKKEI杯沖縄高校招待サッカー大会
- 全日本大学選抜
- 九州大学選抜
  - 2012年 - 第25回デンソーカップチャレンジサッカー
  - 2013年 - 第26回デンソーカップチャレンジサッカー
  - 2014年 - 第27回デンソーカップチャレンジサッカー